# Arbutus andrachnoides
Arbutus andrachnoides är en ljungväxtart som beskrevs av Heinrich Friedrich Link. Arbutus andrachnoides ingår i släktet Arbutus och familjen ljungväxter. Inga underarter finns listade i Catalogue of Life.